# Coppa Continentale 2024-2025 (hockey su pista)
La Coppa Continentale 2024-2025 è stata la 43ª edizione (la ventiseiesima con la denominazione Coppa Continentale) dell'omonima competizione europea di hockey su pista. La manifestazione è stata disputata a Oliveira de Azeméis dal 26 al 27 ottobre 2024.
A conquistare il trofeo è stato l'Oliveirense al secondo successo nella sua storia.

## Squadre partecipanti
| Club        | Qualificazione                   | Partecipazioni precedenti (il grassetto indica la vittoria)      |
| ----------- | -------------------------------- | ---------------------------------------------------------------- |
| Sporting CP | Detentore della Champions League | 1981-1982, 1985-1986, 1991-1992, 2015-2016, 2019-2020, 2021-2022 |
| Oliveirense | Finalista della Champions League | 1997-1998, 2017-2018                                             |
| Igualada    | Detentore della Coppa WSE        | 1993-1994, 1994-1995, 1995-1996, 1998-1999, 1999-2000            |
| Follonica   | Finalista della Coppa WSE        | 2005-2006, 2006-2007, 2022-2023                                  |

## Risultati

### Semifinali
| Oliveira de Azeméis 26 ottobre 2024, ore 14:00 WET | Sporting CP | 5 – 4 (d.t.s.) | Follonica | Pavilhão Dr. Salvador Machado |

| Oliveira de Azeméis 26 ottobre 2024, ore 18:00 WET | Igualada | 1 – 5 | Oliveirense | Pavilhão Dr. Salvador Machado |

### Finale
| Oliveira de Azeméis 27 ottobre 2024, ore 15:00 WET | Sporting CP | 2 – 4 | Oliveirense | Pavilhão Dr. Salvador Machado |